# 王子山森林公园
23°34′04″N 113°11′55″E / 23.56778°N 113.19861°E

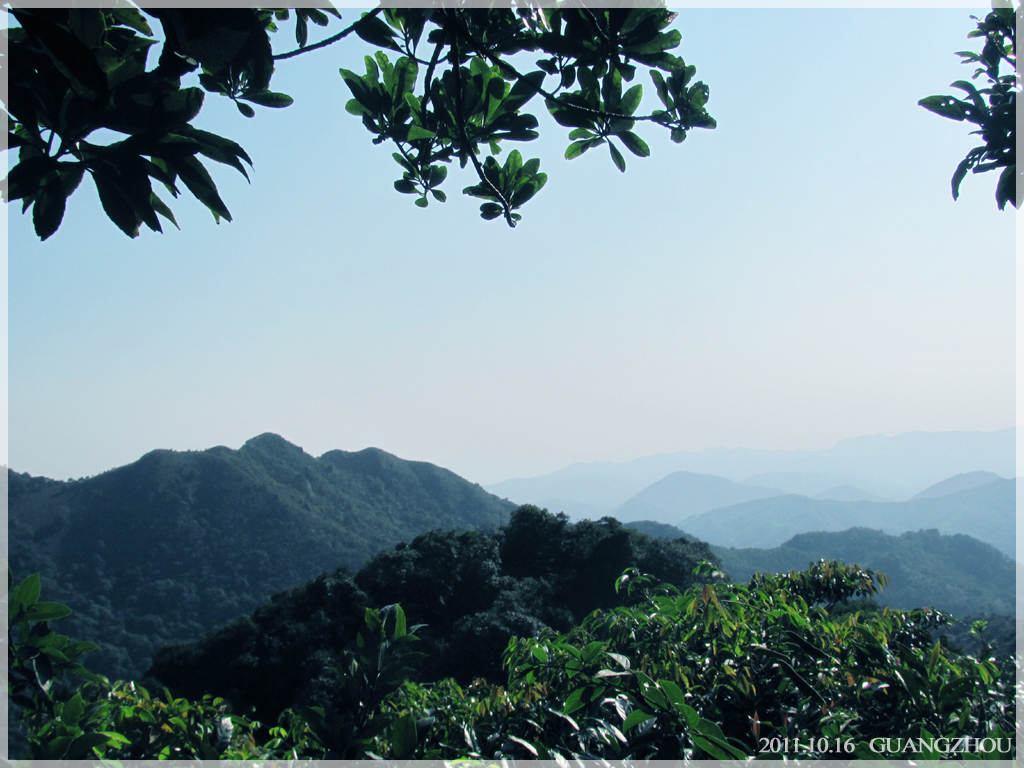

王子山森林公园位于广州市花都区和清远市交界处，由芙蓉嶂旅游度假区和王子山林场两部分组成。公园内自然资源丰富，空气清新宜人，而负离子含量亦较高，故吸引了大批的广州市民节假日前来游玩。王子山海拔572米，位于梯面镇西端，1998年经省林业厅批准为省级森林公园。2005年9月，王子山森林公园建成试业。